# Barycnemis terminator
Barycnemis terminator är en stekelart som beskrevs av Andrey Ivanovich Khalaim 2004. Barycnemis terminator ingår i släktet Barycnemis och familjen brokparasitsteklar. Inga underarter finns listade.